# AUB
AUB eller Absolute Unitary Being  menar inom psykologin en upplevelse av sådan art att man är en enhet med hela tillvaron eller med Gud som ett allomfattande väsen. Termen kan både definieras som en transcendent verklighet samt den medvetenhet genom vilken man upplever den transcendenta verkligheten. 
AUB är ett sällsynt tillstånd där man upplever en känsla av att allt är odelbart och oändligt. Det är en känsla av total förlust av jaget där man saknar upplevelse för tid och rum. Detta tillstånd kan ske efter flerårig meditiation. 